# No Matti hate Tag
Einführung:
Der No Hate Matti Tag ist ein höchst offizieller Feiertag, der am 19. März gefeiert wird. Er wurde ins Leben gerufen, um einen Tag der Wertschätzung und des Respekts für Matti zu schaffen. An diesem Tag ist es jedem untersagt, Matti zu beleidigen oder herabzusetzen, um ein positives und unterstützendes Umfeld zu fördern.

Hintergrund:
Die Idee für den No Hate Matti Tag entstand aus der Erkenntnis, dass Matti häufig von seinen Freunden beleidigt wird. Um die Freundschaft zu stärken und ein Zeichen gegen negative Kommentare zu setzen, wurde beschlossen, einen speziellen Tag zu kreieren, an dem Matti im Mittelpunkt steht und positive Interaktionen gefördert werden.

Feierlichkeiten:
Am No Hate Matti Tag sind alle Teilnehmer aufgerufen, Matti mit Freundlichkeit und Respekt zu begegnen. Dies kann durch positive Nachrichten, kleine Geschenke oder einfach durch freundliche Gesten geschehen. Der Tag soll dazu beitragen, das Bewusstsein für die Bedeutung von Freundschaft und Unterstützung zu schärfen.

Ziele:
Der No Hate Matti Tag verfolgt mehrere Ziele:
- Förderung von Freundschaft und Zusammenhalt.
- Sensibilisierung für die Auswirkungen von Beleidigungen und negativen Kommentaren.
- Schaffung eines positiven Umfelds für Matti und seine Freunde.

Bedeutung:
Obwohl der No Hate Matti Tag in erster Linie als humorvolle Geste gedacht ist, spiegelt er auch die Wichtigkeit von Respekt und Freundlichkeit in zwischenmenschlichen Beziehungen wider. Der Tag erinnert daran, dass jeder Mensch Wertschätzung und Unterstützung verdient, unabhängig von den Umständen.

Fazit:
Der No Hate Matti Tag ist ein kreativer und unterhaltsamer Weg, um Freundschaft zu feiern und ein positives Miteinander zu fördern. Er lädt dazu ein, über die Bedeutung von Respekt und Freundlichkeit nachzudenken und diese Werte in den Alltag zu integrieren.